# El Dorado (film 1988)
El Dorado – hiszpański dramat historyczny z 1988 roku w reżyserii Carlosa Saury.

## Fabuła
Hiszpańscy konkwistadorzy wyruszają we wrześniu 1560 roku na poszukiwanie rzekomo istniejącej krainy złota, Eldorado. Przebywają na statkach trudną trasę z biegiem Amazonki i Orinoko. W ekspedycji bierze udział wiele setek osób, żołnierze zabierają rodziny. Początkowo przywódcą jest Pedro de Ursúa, lecz zostaje zamordowany przez ambitnego i okrutnego Lopego de Aguirre. Wroga dżungla, choroby tropikalne, plemiona indiańskie, brak sukcesów, starcia między Hiszpanami i atmosfera szaleństwa dziesiątkują oddział. W marcu 1561 roku zbuntowany przeciw koronie hiszpańskiej Aguirre ogłasza się księciem Peru...
Patrz także: Aguirre, gniew boży – niemiecki dramat historyczny z 1972 roku, w reżyserii Wernera Herzoga
Był to film hiszpański o największym budżecie do tamtej pory, miliard peset, czyli ok. 6 milionów euro. Zdjęcia kręcono w Kostaryce.

## Obsada
W filmie zagrali:
- Omero Antonutti – Aguirre
- Eusebio Poncela – Guzmán
- Lambert Wilson – Ursúa
- Gabriela Roel – Inés
- José Sancho – La Bandera
- Féodor Atkine – Montoya
- Patxi Bisquert – Pedrarías
- Francisco Algora – LLamoso